# Taarikõnnu-Kaisma
Taarikõnnu-Kaisma este o arie protejată (arie de protecție specială avifaunistică — SPA) din Estonia întinsă pe o suprafață de 7.522 ha, integral pe uscat.

## Localizare
Centrul sitului Taarikõnnu-Kaisma este situat la coordonatele 58°42′50″N 24°47′25″E / 58.714°N 24.7904°E.

## Înființare
Situl Taarikõnnu-Kaisma a fost declarat arie de protecție specială avifaunistică în aprilie 2004 pentru a proteja 6 specii de animale.

## Biodiversitate
Situată în ecoregiunea boreală, aria protejată nu include niciun habitat protejat.
La baza desemnării sitului se află mai multe specii protejate de  păsări (6): cocoșul de mesteacăn (Bonasa bonasia), caprimulg (Caprimulgus europaeus), erete vânăt (Circus cyaneus), lebădă de iarnă (Cygnus cygnus), cocoșul de mesteacăn (Tetrao tetrix tetrix),  cocoș de munte (Tetrao urogallus).
Pe lângă speciile protejate, pe teritoriul sitului au mai fost identificate 1 specie de plante, 2 specii de păsări, 1 specie de pești.